# چله‌نشینی
چلّه‌نشینی گرفته‌شده از عدد چهل و نوعی عبادت خاص درویش است که در آن شخص چله‌نشین به اعتکاف و روزه مشغول گشته و مدت چهل شبانه‌روز ریاضت‌کشی می‌کند.
از نظر اهل سنت و الجماعت چله نشینی حرام و یک عمل بدعت شمرده میشود.

## اهدف چله‌نشینی
تزکیه نَفس از اهداف چله‌نشینان است.

## چله‌موسی
«هرگاه داخل خلوت شدی، به خود مگو که پس از اربعین از آن بيرون می‌آیی، زیرا هرکه با خود چنین گوید، در روز اول از خلوت بيرون آمده‌است، با خود بگو که اين مکان تا روز قیامت، قبر توست.»
شیخ نجم‌الدین کبری به نقل از شیخ بن عمار

معمول صوفیان بوده‌است که در سال، یک‌بار به چلّه می‌نشستند و بهترین ایام را برای چله‌نشینی، ماه ذی‌القعده و دهه نخست ماه ذی‌الحجه می‌دانستند.